# Wincenty Dunin-Marcinkiewicz

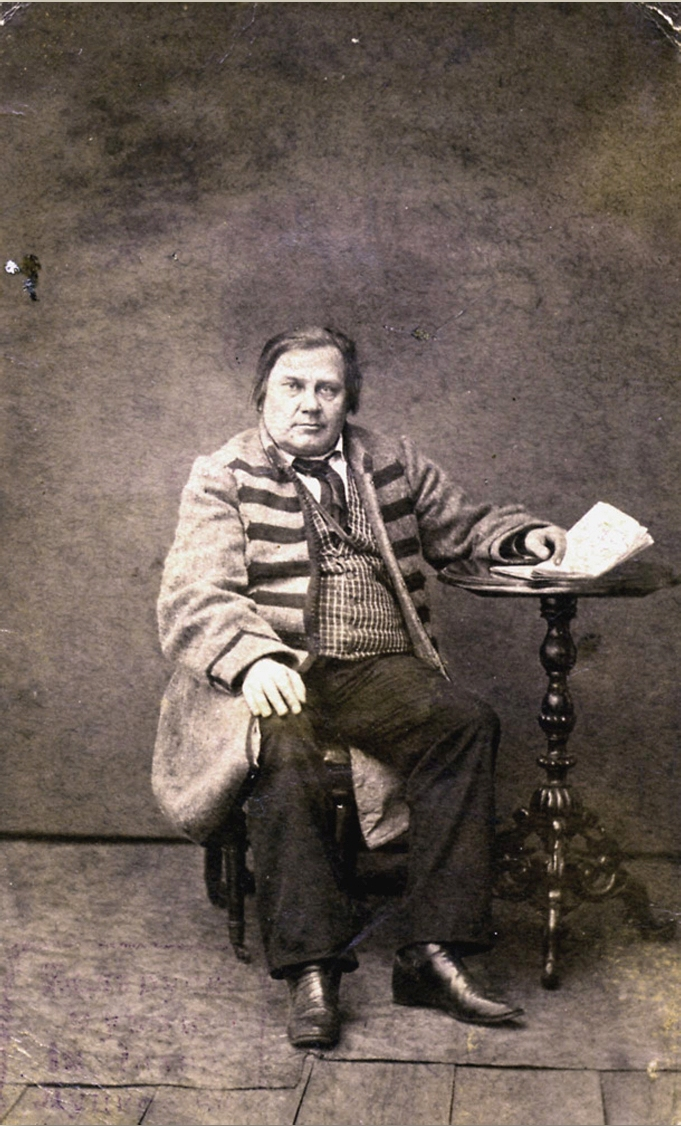
Fotografie aus dem Jahr 1863

Das Stammwappen von Dunin-Marcinkiewicz aus dem Adelsgeschlecht Łabędź.

Wincenty Jakub Dunin-Marcinkiewicz (* 4. Februar 1808 in Paniuszkiewicze; † 29. Dezember 1884 in Mała Lucynka) war ein polnisch-belarussischer Schriftsteller, Bühnendichter der polnischen Romantik und politischer Aktivist. Er gilt als Begründer der modernen belarussischen Literatur.

## Biografie
Dunin-Marcinkiewicz gehörte dem polnisch-litauischen Adelsgeschlecht Łabędź aus der Region um Babrujsk an. 1824 bis 1827 studierte er nach dem Bestehen der Mittelschule an der Universität Sankt Petersburg Medizin, schloss das Studium jedoch nicht ab.
Von 1827 an lebte und arbeitete Dunin-Marcinkiewicz in Minsk als Beamter. 1840 erwarb er ein Herrenhaus nahe Iwianiec, in dem er ein eigenes Theater errichtete und die meisten seiner Werke verfasste, die er abwechselnd in polnischer und belarussischer Sprache schrieb. Ein Jahr später gründete er den ersten belarussischen Theaterkreis und ermutigte zahlreiche Schulen der Region, gleichermaßen Theaterkreise einzurichten. Er verfasste hauptsächlich Verserzählungen über das Landleben und das Verhältnis der verarmten Bevölkerung zu den Großgrundbesitzern. 1846 veröffentlichte er mit Sielanka (dt. Idylle) sein wohl bekanntestes Singspiel, das 1852 zu Musik von Stanisław Moniuszko aufgeführt wurde.
1859 übersetzte er das polnische Nationalepos Pan Tadeusz des Dichters Adam Mickiewicz ins Belarussische. Nach der Veröffentlichung im litauischen Vilnius wurde seine Arbeit jedoch von der russischen Besatzungsmacht konfisziert. Seine Übersetzung war die erste, die in eine andere slawische Sprache vorgenommen wurde.
Russische Behörden machten ihn 1863 für den polnischen Januaraufstand mitverantwortlich, worauf er interniert wurde. Nach der Niederschlagung der Aufständischen kam er jedoch frei, stand ab da allerdings unter ständiger Beobachtung durch die Polizei. Seine Tochter Kamila, die sich aktiv am Januaraufstand beteiligt hatte, wurde von den Behörden per Gerichtsurteil in die Psychiatrie eingewiesen.
Dunin-Marcinkiewicz ist Vorfahre der polnischen Bloggerin Barbara Czarnowieska.
Während Dunin-Marcinkiewicz nach der Unabhängigkeit von Belarus lange Zeit zunächst als vermeintlicher belarussischer Patriot in Ehren gehalten wurde, begannen sich die belarussischen Autoritäten nach Beginn des russischen Angriffskrieges gegen die Ukraine, in dem Belarus diplomatisch fest an der Seite Russlands stand, an der antirussischen Haltung von Dunin-Marcinkiewicz zu stören. Zwei Gedichte, die dieser während der Rebellion von Kastus Kalinouski im Kontext des Januaraufstands 1863, veröffentlicht hatte, wurden am 17. August 2023 zusammen mit anderen Werken belarussischer Schriftsteller aus dem 20. Jahrhundert als „extremistisches Material“ öffentlich gebrandmarkt.

## Ehrungen
- Auf dem Grab von Dunin-Marcinkiewicz im Dorf Padnewitschy wurde ein Denkmal zu seinen Ehren errichtet.
- Am 4. Februar 2008 gab die belarussische Nationalbank eine Gedenkmünze heraus.
- 2008 erschien eine Gedenkbriefmarke zu Ehren von Dunin-Marcinkiewicz.
- Am 3. September 2016 wurde eine Figurenkomposition von Dunin-Marcinkiewicz und Stanisław Moniuszko auf dem Platz der Freiheit in Minsk enthüllt.[9]